# 灰头娇鹟
，是雀形目霸鹟科的一种鸟类。

## 特征
灰头娇鹟体重约16克，翼长约63.8毫米，喙宽度约4.5毫米，喙厚度约4.7毫米，嘴峰长约11.4毫米，跗蹠长约15.8毫米，尾长约47.8毫米。
灰头娇鹟是留鸟，栖息在森林，它们是杂食性动物。它们分布在危地马拉东部的加勒比海沿岸至哥斯达黎加。